# Querelle Drake-Kanye West
 (février 2024).
La mise en forme du texte ne suit pas les recommandations de Wikipédia : il faut le « wikifier ».
Les points d'amélioration suivants sont les cas les plus fréquents. Le détail des points à revoir est peut-être précisé sur la page de discussion.
- Les titres sont pré-formatés par le logiciel. Ils ne sont ni en capitales, ni en gras.
- Le texte ne doit pas être écrit en capitales (les noms de famille non plus), ni en gras, ni en italique, ni en « petit »…
- Le gras n'est utilisé que pour surligner le titre de l'article dans l'introduction, une seule fois.
- L'italique est rarement utilisé : mots en langue étrangère, titres d'œuvres, noms de bateaux, etc.
- Les citations ne sont pas en italique mais en corps de texte normal. Elles sont entourées par des guillemets français : « et ».
- Les listes à puces sont à éviter, des paragraphes rédigés étant largement préférés. Les tableaux sont à réserver à la présentation de données structurées (résultats, etc.).
- Les appels de note de bas de page (petits chiffres en exposant, introduits par l'outil «  Source ») sont à placer entre la fin de phrase et le point final[comme ça].
- Les liens internes (vers d'autres articles de Wikipédia) sont à choisir avec parcimonie. Créez des liens vers des articles approfondissant le sujet. Les termes génériques sans rapport avec le sujet sont à éviter, ainsi que les répétitions de liens vers un même terme.
- Les liens externes sont à placer uniquement dans une section « Liens externes », à la fin de l'article. Ces liens sont à choisir avec parcimonie suivant les règles définies. Si un lien sert de source à l'article, son insertion dans le texte est à faire par les notes de bas de page.
- La présentation des références doit suivre les conventions bibliographiques. Il est recommandé d'utiliser les modèles {{Ouvrage}}, {{Chapitre}}, {{Article}}, {{Lien web}} et/ou {{Bibliographie}}. Le mode d'édition visuel peut mettre en forme automatiquement les références.
- Insérer une infobox (cadre d'informations à droite) n'est pas obligatoire pour parachever la mise en page.

Pour une aide détaillée, merci de consulter Aide:Wikification.
Si vous pensez que ces points ont été résolus, vous pouvez retirer ce bandeau et améliorer la mise en forme d'un autre article.
La querelle Drake-Kanye West est un conflit  très médiatisé entre le rappeur américain Kanye West et le rappeur canadien Drake. La querelle s'est déroulée sur plusieurs années et a impliqué des déclarations publiques, des échanges sur les réseaux sociaux et des sorties musicales.

## 2009-2016: Des collaborations diverses
West et Drake ont eu quelques interactions avant leurs disputes. West figurait dans le single «Forever» de Drake en 2011 aux côtés d' Eminem et Lil Wayne. Drake et West resteront en bons termes puisqu'ils figurent tout deux dans le titre «Blessings» de Big Sean en 2015.

## 2018: escalade

### Conflit entre Pusha T et Drake, et implication de Kanye West

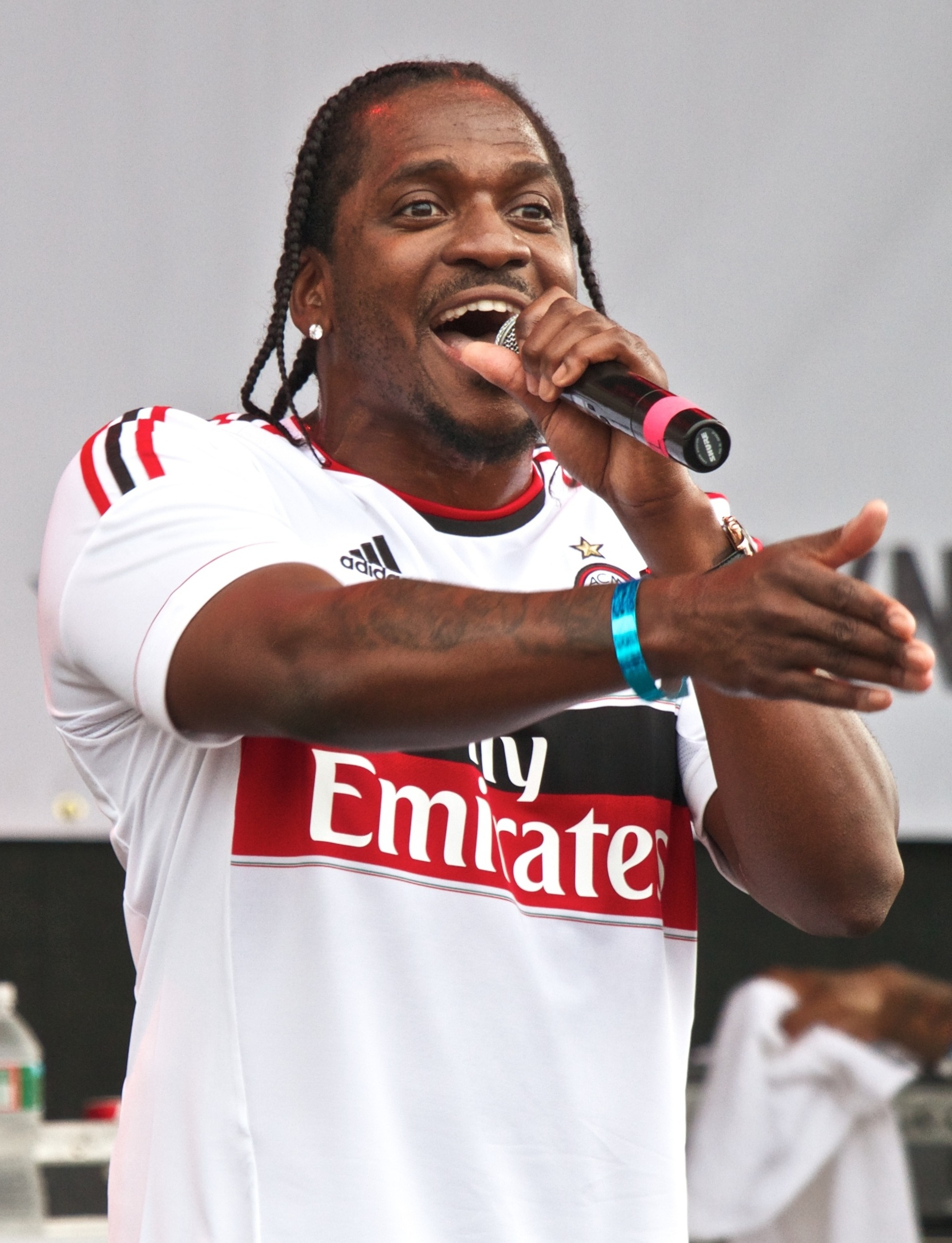
Pusha T en prestation en 2013

Cependant, leur relation se dégrada à partir de 2018. Drake et le rappeur Pusha T sont en mauvais termes depuis 2011 . Les tensions se sont accentuées entre les deux après la sortie de l’album Daytona ,de Pusha T et produit par West. Sur le dernier morceau de l'album, «Infrarouge», Pusha T remet en question les capacités lyriques de Drake, suggérant que Drake utiliserait des ghostwriters, des auteurs non-crédités, dont notamment Quentin Miller . Drake réponda avec «Duppy Freestyle», qualifiant West de «sangsue et serpent» vis à vis  de ses sentiments envers son ancien collaborateur Virgil Abloh, lorsqu’il quitta la société Yeezy de West pour devenir directeur créatif de Louis Vuitton. Il a également remis en question l'extravagance de Pusha-T et les antécédents en matière de trafic de drogue de son frère No Malice. Drake a terminé la chanson en niant les allégations d'écriture fantôme évoquées par Meek Mill lors leur querelle de 2015, et en dévoilant le nom de l'épouse de Pusha T.
Quatre jours après la sortie de «Duppy Freestyle», Pusha T sorta «The Story of Adidon» sur l'instrumental de «The Story of OJ» de Jay-Z, se moquant du rapport compliqué de Drake avec sa couleur de peau, ou encore de la relation entre ses parents. Pusha T évoque également le producteur de longue date de Drake, Noah «40» Shebib,  qui souffre de sclérose en plaques et révèle que Drake a un fils avec le mannequin français et ancienne star du porno Sophie Brussaux. Pusha T a également révélé que la collaboration abandonnée entre Adidas et Drake, intitulée «Adidon», portait le nom du fils de Drake, Adonis.
Drake est apparu dans le deuxième épisode de l'émission HBO de LeBron James, The Shop et a laissé entendre que West avait programmé les sorties de Ye, Daytona et d'autres albums pour interférer avec la sortie de Scorpion et est persuadé que c’est West qui a parlé de son fils à Pusha T. Cependant, plus tard, Pusha T défenda West et affirma que c'était le producteur de Drake, Noah «40» Shebib, qui lui avait révélé que le rappeur avait un enfant. West s'est également excusé auprès de Drake pour avoir sortis les albums à peu près au même moment où Scorpion, affirmant qu'il se passait beaucoup de choses à ce moment-là. Il a également nié avoir parlé de son fils à Pusha T.

### «Lift Yourself»
Drake a révélé lors de son apparition dans The Shop qu'il avait été brièvement invité aux sessions de West dans le Wyoming pour l'album qui allait devenir Ye, durant laquelle Drake fut séduite par l’instrumentale de Lift Yourself. Cependant, pour des raisons inconnues, Kanye a gardé pour lui l’instrumentale et l’a utilisé pour sortir un son plus qu’énigmatique avec des phrases basées sur les mots caca, scoop et whoop. Le couplet de West ressemble effectivement à ça : «Whoopdedy-scoop, whoopdedy-whoop-scoop-poop, poop, poop», avant que la chanson se termine brusquement.
En septembre 2018, West a admis que Drake avait mal pris  qu'il avait utilisé le rythme de «Lift Yourself» que Drake voulait à l'origine. West a déclaré qu'il aurait dû donner une opportunité à Drake avant de publier la version finale et lui a également présenté ses excuses pour leur dispute, provoquée par l'utilisation du son par West et son rôle dans la querelle de Pusha T avec Drake.

### «Sicko Mode»
Entre le 13 et le 14 décembre 2018, West a envoyé une série de tweets dans lesquels il a critiqué Drake pour ce qu'il a qualifié de «attaques furtives» sur «Sicko Mode» de Travis Scott . Il a notamment demandé à Scott à s'excuser. West a certifié que Drake avait menacé sa vie et celle de sa famille.
Le lendemain, son épouse, Kim Kardashian, a défendu West et a demandé à Drake d'arrêter de menacer sa famille.

## 2021: Conflits via Internet et leur nouveaux albums
Le 23 août 2021, Drake a relancé leur querelle en attaquant West sur la chanson de Trippie Redd «Betrayal». Plus tard dans la journée, West a partagé ce qui semblait être l'adresse de Drake à Toronto dans une publication Instagram qu'il a finalement supprimée. Drake l’a référencé sur le morceau de Certified Lover Boy «7AM on Bridle Path». Drake a également divulgué un extrait du son «Life of the Party», présent sur la version deluxe de Donda et mettant en vedette André 3000 lors d’un mix DJ spécial  Certified Lover Boy sur Sirius XM le 4 septembre 2021 .
West et Drake ont sorti les albums Donda et Certified Lover Boy à 5 jours d'intervalle. De nombreuses piques sont envoyées dans les deux albums. Donda , sorti par West le 29 août 2021, a fait ses débuts au n°1 du Billboard 200 américain, vendant 309 000 unités au cours de sa première semaine. Puis il a été dépassé par Certified Lover Boy de Drake qui est sorti le 3 septembre 2023 et a vendu 613 000 unités au cours de sa première semaine et a remplacé Donda au premier rang le reléguant à la deuxième place.

## 2023: Un renouveau des tensions

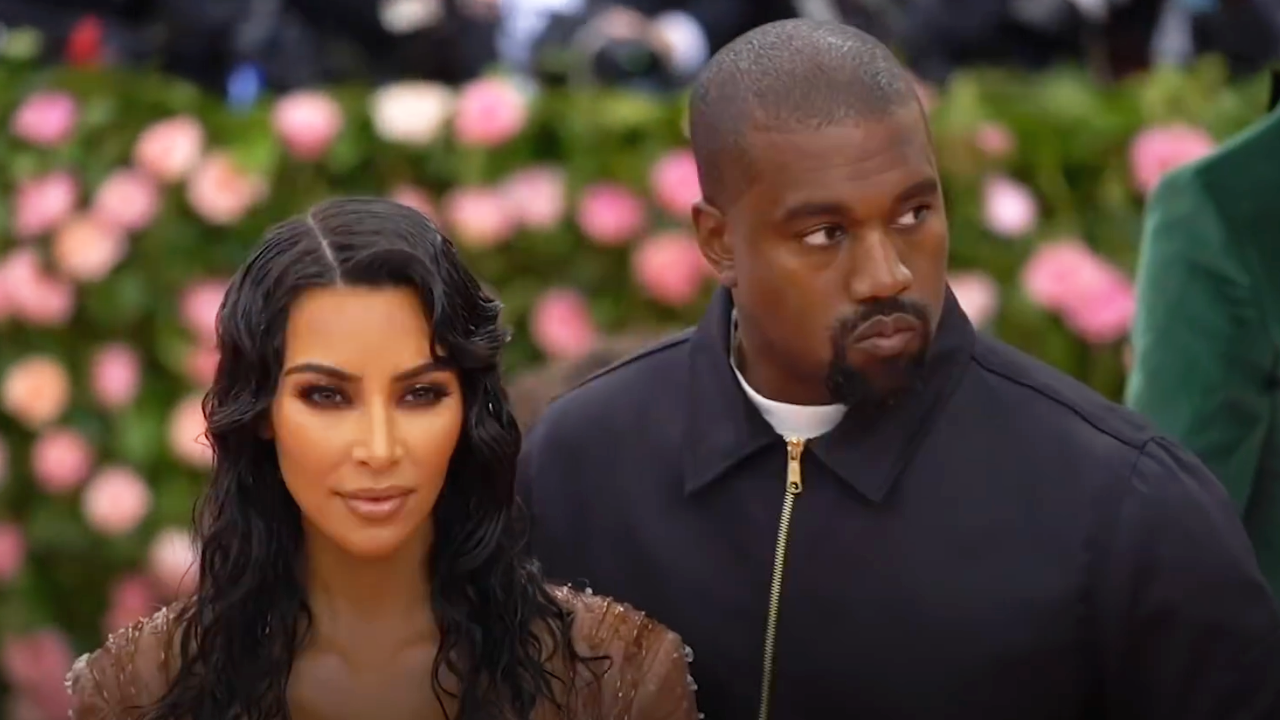
West avec son ex-épouse, Kim Kardashian, au Met Gala 2019.

Le 7 avril 2023, Drake a publié «Search and Rescue» dans lequel il utilise un extrait d'une conversation entre l'ex-femme de West, Kim Kardashian, et sa mère Kris Jenner à propos du divorce de Kim avec West: «Je ne suis pas venu jusqu'ici, juste pour venir et ne pas être heureuse», a déclaré Kardashian à sa mère dans un extrait d'un épisode de leur émission de téléréalité L'incroyable famille Kardashian.
Le 17 novembre 2023, Drake a sorti «Red Button» dans le cadre de For All the Dogs Scary Hours Edition . Drake a reproché à West d'avoir menti lors de ses différentes excuses tout au long de leur conflit.